# 야부키역
야부키역(일본어: 矢吹駅)은 일본 후쿠시마현 니시시라카와군 야부키정에 있는 동일본 여객철도 도호쿠 본선의 역이다. 단선 승강장과 섬식 승강장을 합친 형태의 복합 구조의 철도 역사이다.

## 타는 곳
| 1 | ■ 도호쿠 본선 | (하행) | 고리야마 · 후쿠시마 방면               |
| 2 | ■ 도호쿠 본선 | (하행) | 고리야마 · 후쿠시마 방면 (시발과 일부) |
| 2 | ■ 도호쿠 본선 | (상행) | 시라카와 · 신시라카와 · 구로이소 방면  |
| 3 | ■ 도호쿠 본선 | (상행) | 시라카와 · 신시라카와 · 구로이소 방면  |

## 이용 현황
| 연도     | 하루 평균 승차 인원 |
| 2000년도 | 1,427               |
| 2001년도 | 1,395               |
| 2002년도 | 1,374               |
| 2003년도 | 1,340               |
| 2004년도 | 1,306               |
| 2005년도 | 1,230               |
| 2006년도 | 1,188               |
| 2007년도 | 1,178               |
| 2008년도 | 1,200               |
| 2009년도 | 1,174               |
| 2010년도 | 1,119               |
| -------- | ------------------- |

## 역 주변
- 후쿠시마 은행 야부키 지점
- 도호 은행 야부키 지점
- 국도 제4호선
- 야부키 정 문화센터

## 인접 정차역
| 도호쿠 본선              | 도호쿠 본선   | 도호쿠 본선                 |
| ------------------------ | ------------- | --------------------------- |
| 이즈미자키 구로이소 방면 | ■ 도호쿠 본선 | 가가미이시 후쿠시마 역 방면 |